# Långrådna
Långrådna är en by i Östra Eds socken i Valdemarsviks kommun.

## Historik
Först hette byn Langerum, senare ändrades det till Långronna, i mitten av 1600-talet byttes namnet till Långaryd och 1715 ändrades det till Långreby. Det var några ytterligare namn innan det slutgiltiga Långrådna.
Enligt sägnen gick ett skepp på grund vid det närliggande berget Tjustklint som då var en klippa i en havsvik. De överlevande bosatte sig därefter på platsen och byn ska ha uppstått. Sägnen förtäljer vidare att det ska ha varit en besättning av rysk härkomst.
I byn finns en bygdegård, byggd 1938. Under andra världskriget uppläts lokalerna åt estniska krigsflyktingar.
Det fanns skola i byn från 1880 fram till 1952. Skolan hade ett klassrum, lärarrum och lärarbostad. Ett gästgiveri fanns fram till 1907 vilket numera används som boningshus. Det fanns också en Konsumbutik som lades ned under 1960-talet.
Spelmannen Pelle Fors växte upp i byn i början av 1800-talet

## Personer med anknytning till orten
- Pelle Fors, spelman